# Black Knight (film)
Black Knight is een Amerikaanse filmkomedie uit 2001, met in de hoofdrol Martin Lawrence. Andere rollen worden vertolkt door Marsha Thomason, Tom Wilkinson, Vincent Regan, en Kevin Conway. De film is geregisseerd door Gil Junger.
De film was geen financieel succes en kreeg overwegend negatieve reacties van critici.

## Verhaal
De film draait om Jamal Walker, een jongeman die werkt bij het attractiepark 'Medieval World'. Wanneer hij op een dag een medaillon in de slotgracht rondom het park ziet liggen en het probeert te pakken, belandt hij in het Engeland van 1328.
Jamal belandt al snel in een kasteel, waar hij aangezien wordt voor een Franse Moor (omdat hij hun vertelde van Normandie Avenue in Los Angeles te komen). Hij wordt bij de koning, Leo, gebracht daar deze denkt dat Jamal een boodschapper is die hem nieuws komt brengen over een bondgenootschap tussen Engeland en Normandië. Wanneer Jamal per ongeluk een moordaanslag op de koning weet te verhinderen, wordt hij benoemd tot kapitein van de wachters.
Tijdens zijn verblijf in het kasteel ontdekt Jamal al snel dat de koning een tiran is, die enkel aan de macht is gekomen door de oorspronkelijke koningin van de troon te stoten. Hij spant samen met het kamermeisje Victoria en voormalig ridder Sir Knolte om de koningin weer aan de macht te helpen. Dit lukt uiteindelijk, maar net als hij op het punt staat geridderd te worden voor zijn heldhaftige optreden, ontwaakt hij weer in het attractiepark. Hoewel zijn hele avontuur dus mogelijk maar een droom was, heeft Jamal er wel degelijk een belangrijke les van geleerd. Aan het eind van de film valt hij echter weer in de gracht en komt nu terecht in het Colosseum in het oude Rome.

## Rolverdeling
| Acteur             | Personage                       |
| ------------------ | ------------------------------- |
| Martin Lawrence    | Jamal Walker/Skywalker          |
| Marsha Thomason    | Victoria the Chambermaid/Nicole |
| Tom Wilkinson      | Sir Knolte of Marlborough       |
| Kevin Conway       | King Leo                        |
| Vincent Regan      | Percival                        |
| Daryl Mitchell     | Steve                           |
| Michael Countryman | Phillip                         |
| Jeannette Weegar   | Princess Regina                 |
| Erik Jensen        | Derek                           |
| Dikran Tulane      | Dennis                          |
| Helen Carey        | De koningin                     |

## Achtergrond
De film is zeer losjes gebaseerd op de roman A Connecticut Yankee in King Arthur's Court van Mark Twain. Hierin belandt ook een hedendaags personage per toeval in de middeleeuwen. Deze plot is in de loop der jaren ook voor andere films gebruikt, waaronder A Kid in King Arthur's Court (met Thomas Ian Nicholas) en A Knight in Camelot (met Whoopi Goldberg).
De film werd opgenomen op verschillende locaties in North Carolina, waaronder Wilmington en Carolina Beach. Regisseur Gil Junger had voor hij de regie op zich nam vrijwel alleen ervaring met sitcoms.
De film bracht wereldwijd $39.976.235 op, niet genoeg om het budget van 50 miljoen dollar terug te verdienen. Reacties van critici waren doorgaans negatief. Op Rotten Tomatoes gaf slechts 13% van de recensenten de film een goede beoordeling.

## Prijzen en nominaties
In 2002 werd Black Knight genomineerd voor een Golden Reel Award voor beste geluidsmontage.